# Esamirim divisus
Esamirim divisus là một loài bọ cánh cứng trong họ Cerambycidae.